# Capasa sternaria
Capasa sternaria là một loài bướm đêm trong họ Geometridae.